# لوله‌های منی‌ساز
لوله اسپرم ساز لوله‌هایی پیچ خورده در درون بیضه هستند که عمل اسپرم‌سازی در آن‌ها صورت می‌گیرد. سلول‌هایی که در دیواره این لوله‌ها قرار دارند با تقسیمات خود اسپرم‌های نابالغ را ایجاد می‌کنند. این اسپرم‌های نابالغ سپس به لوله دیگری به نام اپی دیدیم وارد می‌شوند و در آنجا بالغ می‌شوند و توانایی لقاح را پیدا می‌کنند.

## نگارخانه

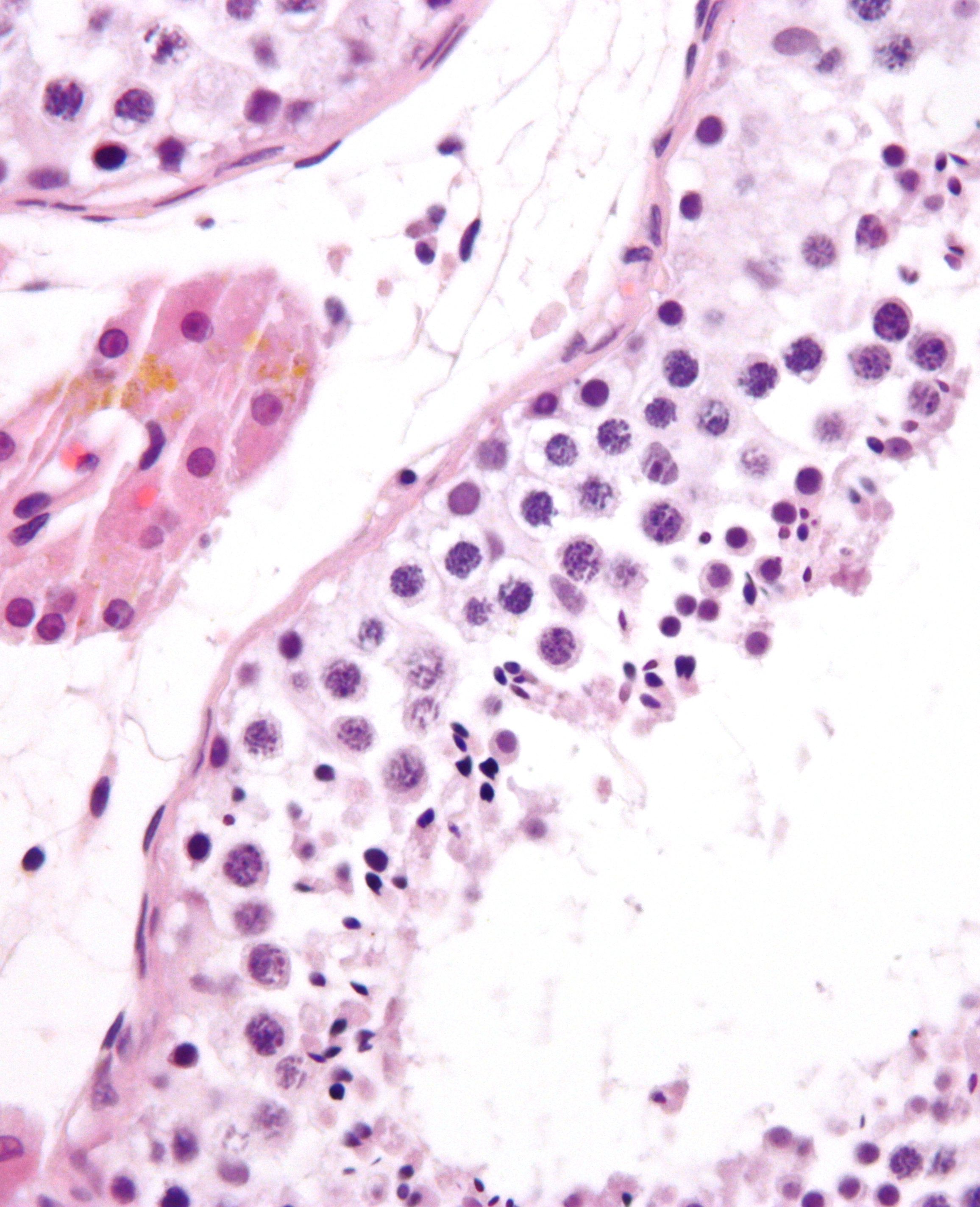
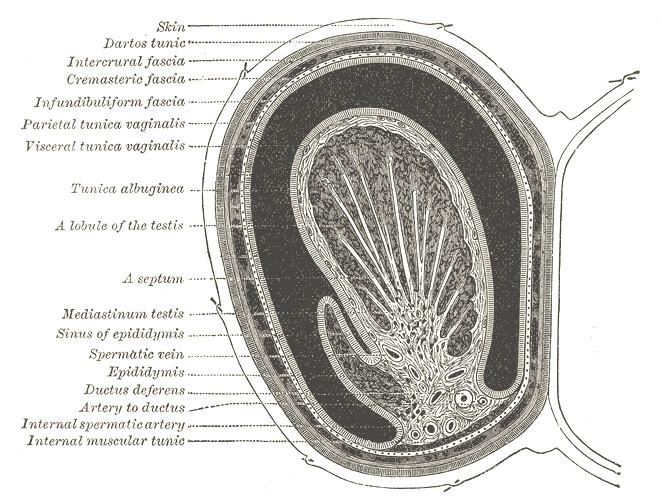